# Herzgruft

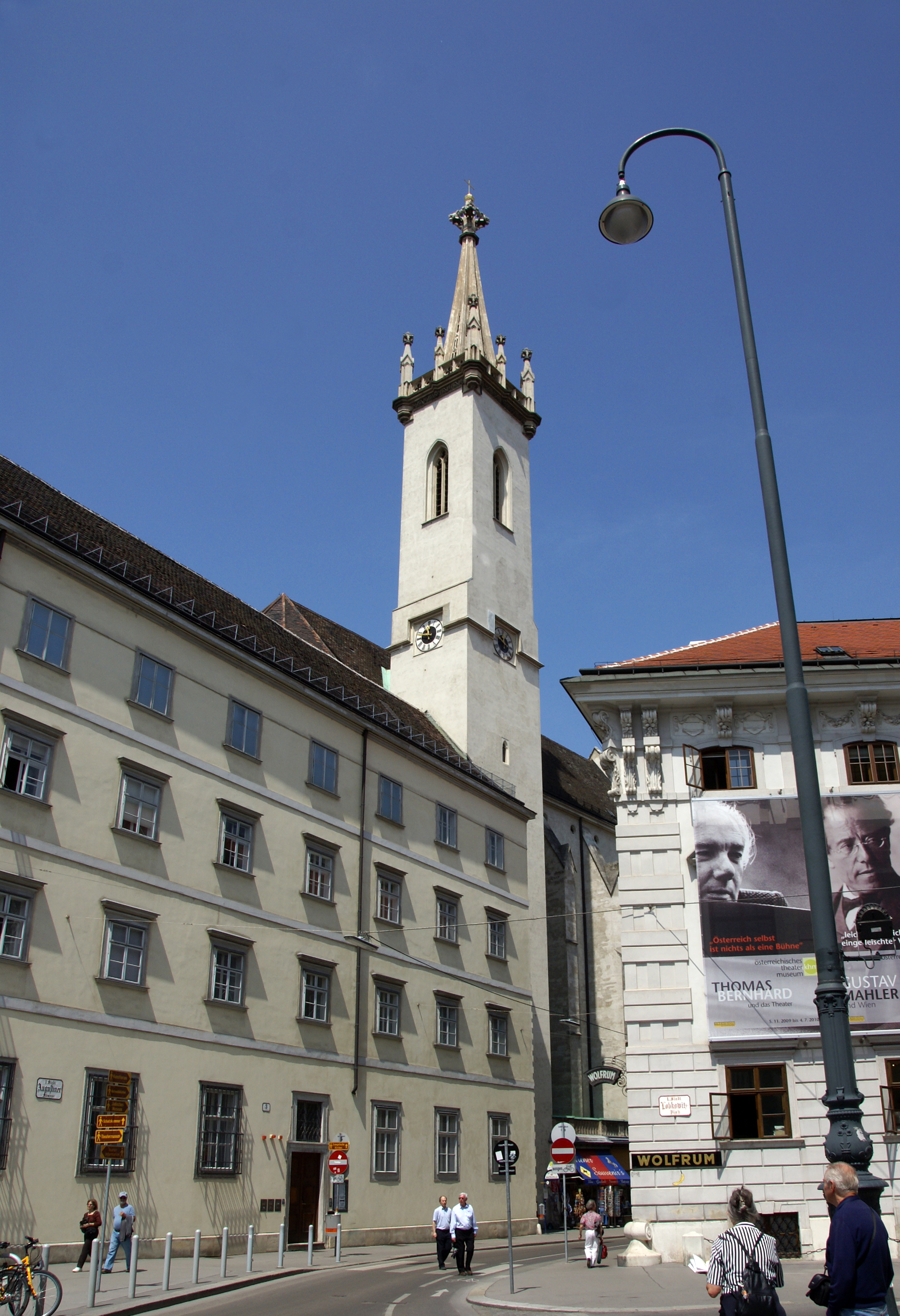
Iglesia de los Agustinos de Viena, que alberga la Herzgruft.

La Herzgruft (literalmente «cripta de los corazones») es una cámara funeraria que alberga 54 urnas que contienen los corazones de varios miembros de la Casa de Habsburgo. La cripta se sitúa tras la capilla de Loreto de la iglesia de los Agustinos, perteneciente al complejo del Palacio Imperial de Hofburg, en Viena (Austria).
La capilla de Loreto (en alemán, die Loretokapelle') forma parte de la Iglesia de los Agustinos (Viena) en el primer distrito de Viena, Innere Stadt. Está dedicada a la Virgen de Loreto desde 1784. La capilla de Loreto ha adquirido un significado especial al ser el lugar de enterramiento de los entierros de miembros de la casa de Habsburgo.
El primer corazón, del rey Fernando IV del Sacro Imperio, se depositó en la iglesia de los Agustinos el 10 de julio de 1654, siguiendo los deseos del fallecido. El último corazón, perteneciente al archiduque Francisco Carlos de Austria, se depositó en la cripta el 8 de marzo de 1878. Los cuerpos de los miembros de la dinastía cuyos corazones se encuentran en la Herzgruft, excepto tres de ellos, están inhumados en la Cripta Imperial, a poca distancia.

## Historia
El rey Fernando IV ordenó que su corazón fuera enterrado a los pies de la Virgen en la iglesia de los Agustinos de Viena. Tras su muerte el 9 de julio de 1654, se embalsamó su cuerpo y el corazón fue colocado en un cáliz y exhibido en su lecho de muerte. Al día siguiente, se trasladó el corazón a la capilla de Loreto y en una sencilla ceremonia se inhumó a los pies de la Virgen. Con este acto se inició la costumbre de enterrar los corazones de los miembros de la Casa de Habsburgo en la cripta, junto al del rey Fernando IV. En 1878, la cripta albergaba 54 corazones.

## Cripta

### Fila superior
En la fila superior, ordenados según la fecha del fallecimiento (de izquierda a derecha):
1. Emperatriz Ana de Habsburgo-Gonzaga (4 de octubre de 1585 – 15 de diciembre de 1618), hija de Fernando II de Austria y esposa de su primo el emperador Matías (2). Enterrada en la tumba 1 de la Cripta Imperial.
2. Emperador Matías (1557–1619). Tercer hijo del emperador Maximiliano II. Casado con la emperatriz Ana (1). Enterrado en la tumba 2 de la Cripta Imperial.
3. Emperador Fernando II (1578–1637). Hijo mayor del archiduque Carlos II de Estiria. Enterrado en el mausoleo de Graz.
4. Rey Fernando IV de Hungría (8 de septiembre de 1633 – 9 de julio de 1654). Hijo mayor del emperador Fernando III y fundador de esta Herzgruft. Enterrado en la tumba 29 de la Cripta Imperial.
5. Archiduque Leopoldo Guillermo (6 de abril de 1614 – 20 de noviembre de 1662). Hijo del emperador Fernando II. Ordenado obispo a los 13 años para ocupar la sede de Halberstadt, a la que había renunciado su tío  Leopoldo V de Habsburgo (el Papa lo confirmó en este puesto cuando cumplió 22). También fue obispo de Olomouc y de Breslavia y Gran Maestre de la Orden Teutónica. Enterrado en la tumba 115 de la Cripta Imperial.
6. Emperatriz Margarita Teresa (12 de agosto de 1651 – 12 de marzo de 1673). Sobrina, prima y primera esposa del emperador Leopoldo (11), con quien se casó a los 15 años. Enterrada en la tumba 20 de la Cripta Imperial.
7. Emperatriz Leonor Gonzaga-Nevers (18 de noviembre de 1630 – 6 de diciembre de 1686). Tercera esposa del emperador Fernando III. Fundadora de la Orden de la Cruz Estrellada (la Sternkreuzorden). Enterrada en la tumba 19 de la Cripta Imperial.
8. Archiduquesa María Antonia de Austria (18 de enero de 1669 – 24 de diciembre de 1692). Hija del emperador Leopoldo I (11) y esposa de Maximiliano II Manuel, elector de Baviera. Enterrada en la tumba 28 de la Cripta Imperial.
9. Archiduquesa María Teresa (1684–1696). Hija del emperador Leopoldo I, fallecida a los 12 años de edad. Enterrada en la tumba 25 de la Cripta Imperial.
10. Archiduquesa María Josefa Clementina (1687–1703). Hija del emperador Leopoldo I, fallecida a los pocos meses de edad. Enterrada en la tumba 16 de la Cripta Imperial.
11. Emperador Leopoldo I (9 de junio de 1640 – 5 de mayo de 1705). Segundo hijo del emperador Fernando III y padre de los emperadores José I (12) y Carlos VI (13). Enterrado en la tumba 37 de la Cripta Imperial.
12. Emperador José I (1678–1711). Hijo del emperador Leopoldo I (11). Enterrado en la tumba 35 de la Cripta Imperial.
13. Emperador Carlos VI (1 de octubre de 1685 – 20 de octubre de 1740). Hijo menor del emperador Leopoldo I (11). Enterrado en la tumba 40 de la Cripta Imperial.
14. Archiduquesa María Isabel de Austria (1680–1741). Hija del emperador Leopoldo I (11). Enterrada en la tumba 38 de la Cripta Imperial.
15. Archiduquesa María Ana de Austria (14 de septiembre de 1718 – 16 de diciembre de 1744). Hija del emperador Carlos VI (13) y hermana de la emperatriz María Teresa (21). Enterrada en la tumba 39 de la Cripta Imperial.
16. Princesa sin nombre (1744). Hija del príncipe Carlos de Lorena y de la archiduquesa María Ana (15). Enterrada en la tumba 47 de la Cripta Imperial.
17. Emperatriz Isabel Cristina de Brunswick-Wolfenbüttel (28 de agosto de 1691 – 21 de diciembre de 1750). Esposa del emperador Carlos VI (13) y madre de la emperatriz María Teresa (21). Enterrada en la tumba 36 de la Cripta Imperial.
18. Archiduque Carlos José de Habsburgo-Lorena (1 de febrero de 1745 – 18 de enero de 1761). Segundo hijo varón del emperador Francisco I (20) y de la emperatriz María Teresa (21). Enterrado en la tumba 44 de la Cripta Imperial.
19. Archiduquesa María Juana Gabriela (4 de febrero de 1750 – 23 de diciembre de 1762). Octava hija del emperador Francisco I (20) y de la emperatriz María Teresa (21). Enterrada en la tumba 45 de la Cripta Imperial.
20. Emperador Francisco I (Lunéville 8 de diciembre de 1708 – Innsbruck 18 de agosto de 1765). Duque de Lorena y gran duque de Toscana, esposo de la emperatriz María Teresa (21). Enterrado en la tumba 55 de la Cripta Imperial.
21. Emperatriz María Teresa I (13 de mayo de 1717 – 29 de noviembre de 1780). Descendiente viva de mayor edad del emperador Carlos VI (13), su ascensión al trono fue cuestionada, y oficialmente, la corona pasó a su marido, el emperador Francisco I (20). Enterrada en la tumba 56 de la Cripta Imperial.
22. Archiduquesa Luisa Isabel (Viena, 18 de febrero de 1790 – Viena, 24 de junio de 1791). Hija fallecida en la infancia del emperador Francisco II (43) y la emperatriz Isabel Guillermina de Wurtemberg. Enterrada en la tumba 66 de la Cripta Imperial.
23. Emperador Leopoldo II (1747–1792). Tercer hijo de la emperatriz María Teresa (21). Enterrado en la tumba 113 de la Cripta Imperial.
24. Emperatriz María Luisa de Borbón (24 de noviembre de 1745 – 15 de mayo de 1792). Esposa del emperador Leopoldo II (23) y madre del emperador Francisco II (43). Enterrada en la tumba 114 de la Cripta Imperial.
25. Archiduquesa María Carolina Leopoldina (Viena 8 de junio de 1794 – Viena 16 de marzo de 1795). Hija fallecida en la infancia del emperador Francisco II (43) y María Teresa Carolina (35). Enterrada en la tumba 95 de la Cripta Imperial.
26. Archiduque Alejandro Leopoldo (14 de agosto de 1772 –  12 de julio de 1795). Cuarto hijo del emperador Leopoldo II (23) y la emperatriz María Luisa (24). Enterrado en la tumba 64 de la Cripta Imperial.
27. Archiduquesa María Amalia (Florencia, 15 de octubre de 1780 – Viena, 25 de diciembre de 1798). Hija del emperador Leopoldo II (23) y la emperatriz María Luisa (24). Enterrada en la tumba 65 de la Cripta Imperial.
28. Archiduquesa María Cristina de Habsburgo-Lorena (1742-1798) (3 de mayo de 1742 – 24 de junio de 1798). Hija favorita de la emperatriz María Teresa (21) y esposa del duque Alberto de Teschen (40). El famoso monumento que el duque mandó construir en su memoria se puede ver en la nave de esta iglesia de los Agustinos. Enterrada en la tumba 112 de la Cripta Imperial.
29. Archiduquesa María Carolina Luisa (Viena, 9 de diciembre de 1795 – Schloss Hetzendorf, 30 de junio de 1799). Cuarta hija, fallecida en la infancia, del emperador Francisco II (43) y María Teresa Carolina (35). Enterrada en la tumba 87 de la Cripta Imperial.
30. Archiduque Maximiliano Francisco (8 de diciembre de 1756 – 26 de julio de 1801). Hijo menor de la emperatriz María Teresa (21) y arzobispo de Colonia. Enterrado en la tumba 118 de la Cripta Imperial.
31. Archiduquesa Carolina Fernanda (1793–1802). Hija del archiduque Fernando III de Toscana y Luisa de Borbón-Dos Sicilias (32). Enterrada en la tumba 79 de la Cripta Imperial.
32. Gran duquesa Luisa de Borbón-Dos Sicilias  (Nápoles, 27 de julio de 1773 – Viena, 19 de septiembre de 1802). Hija de la reina María Carolina de Nápoles y Sicilia (38). Primera esposa de Fernando III de Toscana. Enterrada en la tumba 84 de la Cripta Imperial.

### Fila inferior
En la fila inferior, ordenados según la fecha del fallecimiento (de izquierda a derecha):
1. María Amelia de Habsburgo-Lorena (Viena, 26 de febrero de 1746 – Praga, 18 de junio de 1804). Hija de la emperatriz María Teresa (21). Enterrada en la catedral de San Vito de Praga.
2. Archiduque Fernando Carlos de Habsburgo-Lorena (1 de junio de 1754 – 24 de diciembre de 1806). Cuarto hijo de la emperatriz María Teresa (21). Enterrado en la tumba 105 de la Cripta Imperial.
3. Emperatriz María Teresa de las Dos Sicilias (Nápoles, 6 de junio de 1772 – Viena, 13 de abril de 1807). Segunda esposa del emperador Francisco II (43). Enterrada en la tumba 60 de la Cripta Imperial.
4. Archiduque José Francisco Leopoldo (Viena, 9 de abril de 1799 – Viena, 30 de junio de 1807). Segundo hijo del emperador Francisco II (43) y la emperatriz María Teresa Carolina (35). Enterrado en la tumba 69 de la Cripta Imperial.
5. Archiduque Juan Nepomuceno de Austria (Viena, 29 de agosto de 1805 – Viena, 19 de febrero de 1809). Cuarto hijo del emperador Francisco II (43) y la emperatriz María Teresa Carolina (35). Enterrado en la tumba 71 de la Cripta Imperial.
6. Reina María Carolina de Austria (1752 – 1814). Hija de la emperatriz María Teresa (21). Enterrada en la tumba 107 de la Cripta Imperial.
7. Emperatriz María Luisa de Austria-Este (Monza, 14 de diciembre de 1787 – Verona, 7 de abril de 1816). Tercera esposa del emperador Francisco II (43), su primo. Enterrada en la tumba 58 de la Cripta Imperial.
8. Duque Alberto de Sajonia-Teschen (11 de julio de 1738 – 10 de febrero de 1822). Esposo de la archiduquesa María Cristina (28). Enterrado en la tumba 111 de la Cripta Imperial.
9. Archiduque Rodolfo Francisco (1822–1822). Hijo fallecido en la infancia del archiduque Carlos (45).  Enterrado en la tumba 125 de la Cripta Imperial.
10. Príncipe Napoleón II (1811–1832). Hijo de Napoleón Bonaparte y la emperatriz María Luisa (hija del emperador Francisco II (43). Enterrado en Los Inválidos de París.
11. Emperador Francisco I (Florencia, 12 de febrero de 1768 – Viena, 2 de marzo de 1835). Hijo mayor del emperador Leopoldo II (23). Enterrado en la tumba 57 de la Cripta Imperial.
12. Archiduque Antonio Víctor (31 de agosto de 1779 – 2 de abril de 1835). Octavo hijo del emperador Leopoldo II (23). Último Gran Maestre de la Orden Teutónica antes de que Napoleón la suprimiera fuera de las tierras de los Habsburgo. Enterrado en la tumba 103 de la Cripta Imperial.
13. Archiduque Carlos de Austria-Teschen, vencedor de la Batalla de Aspern-Essling (1771–1847). Duque de Teschen, tercer hijo del emperador Leopoldo II (23). Adoptado por su tía la archiduquesa María Cristina (28) y Alberto de Sajonia-Teschen (40). Enterrado en la tumba 122 de la Cripta Imperial.
14. Archiduque Fernando Carlos José de Austria-Este (1781–1850). Hijo del archiduque Fernando Carlos Antonio (34). Enterrado en la tumba 102 de la Cripta Imperial.
15. Archiduque Francisco José de Austria-Teschen (Gross Seelowitz, 5 de marzo de 1855 – Gross Seelowitz, 13 de marzo de 1855). Primogénito, fallecido en la infancia, del archiduque Carlos Fernando. Enterrado en la tumba 68 de la Cripta Imperial.
16. Archiduquesa María Ana (Viena, 8 de junio de 1804 – Baden bei Wien, 28 de diciembre de 1858). Hija soltera fallecida a los 54 años del emperador Francisco II (43) y la emperatriz María Teresa Carolina (35). Enterrada en la tumba 82 de la Cripta Imperial.
17. Archiduquesa Hildegarda Luisa de Baviera (10 de junio de 1825 – 2 de abril de 1864). Esposa del archiduque Alberto de Austria-Teschen. Enterrada en la tumba 129 de la Cripta Imperial.
18. Archiduque Luis José (13 de diciembre de 1784 – 21 de diciembre de 1864). Undécimo hijo del emperador Leopoldo II (23). Enterrado en la tumba 104 de la Cripta Imperial.
19. Gran duquesa María Fernanda de Sajonia (Dresde, 27 de abril de 1796 – Bohemia, 3 de enero de 1865). Segunda esposa de Fernando III, Gran duque de Toscana. Enterrada en la tumba 86 de la Cripta Imperial.
20. Archiduquesa Matilde de Austria-Teschen (25 de enero de 1849 – 6 de junio de 1867). Hija del archiduque Alberto. Enterrada en la tumba 130 de la Cripta Imperial.
21. Emperador Fernando I de Austria (1793–1875). Hijo del emperador Francisco II (43). Enterrado en la tumba 62 de la Cripta Imperial.
22. Archiduque Francisco Carlos de Austria (1802–1878). Tercer hijo del emperador Francisco II (43). Enterrado en la tumba 135 de la Cripta Imperial.